# Pasques
Pasques ist eine französische Gemeinde mit 287 Einwohnern (Stand: 1. Januar 2022) im Département Côte-d’Or in der Region Bourgogne-Franche-Comté. Die Gemeinde gehört zum Arrondissement Dijon und zum Kanton Talant (bis 2015: Kanton Dijon-5).

## Geographie
Pasques liegt etwa 14 Kilometer westnordwestlich von Dijon und gehört zum Weinbaugebiet Bourgogne. Umgeben wird Pasques von den Nachbargemeinden Saint-Martin-du-Mont im Norden und Nordwesten, Val-Suzon im Nordosten, Prenois im Osten, Lantenay im Süden, Ancey im Südwesten sowie Panges im Westen.

## Bevölkerungsentwicklung
| Jahr                       | 1962 | 1968 | 1975 | 1982 | 1990 | 1999 | 2006 | 2013 | 2019 |
| Einwohner                  | 117  | 113  | 138  | 209  | 285  | 266  | 288  | 302  | 285  |
| Quellen: Cassini und INSEE |      |      |      |      |      |      |      |      |      |